# Euceros incisurae
Euceros incisurae är en stekelart som beskrevs av Barron 1978. Euceros incisurae ingår i släktet Euceros och familjen brokparasitsteklar. Inga underarter finns listade i Catalogue of Life.